# HD222192
HD222192 — хімічно пекулярна зоря спектрального класу F0, що має видиму зоряну величину в смузі V приблизно  8,2.
Вона  розташована на відстані близько 491,2 світлових років від Сонця.